# Mappa di comunità
Una mappa di comunità è una mappa cartacea che rappresenta le caratteristiche materiali e culturali di un luogo. Una mappa di comunità si distingue dalle normali mappe perché ha lo scopo di coinvolgere gli abitanti del territorio nella gestione e tutela del patrimonio locale esprimendo ciò che desiderano tramandare agli esterni e alle nuove generazioni.
Le mappe di comunità sono ispirate al progetto delle Parish maps inglesi dell’inizio degli anni Ottanta del Novecento, successivamente diffuso in tutto il mondo.
Le mappe di comunità sono tipicamente conservate all'interno di un ecomuseo o in archivio.
Nel caso in cui le comunità non avessero spazi idonei all'esposizione, vengono affidate ad un collaboratore in ambito locale.

## Processo di realizzazione
Il processo di realizzazione della mappa non è un processo stabile in qualsiasi situazione e per qualsiasi comunità. Tuttavia, sulla base delle mappe di comunità presenti in Italia, Beatrice Borghi ha individuato un percorso tipico di realizzazione formato da 9 fasi fondamentali:
1. Definizione degli obiettivi della mappa
2. Incontro preliminare
3. Raggruppamento dei partecipanti in gruppi/sottogruppi di lavoro e suddivisione dei ruoli
4. Identificazione delle aree oggetto delle ricerche
5. Ricerca e recupero di informazioni sulle tematiche emerse durante l’incontro preliminare
6. Analisi dei risultati della ricerca
7. Incontri finalizzati alla riflessione sulle conoscenze emerse
8. Realizzazione cartacea della/e mappa/e
9. Restituzione alla comunità

Il processo di costruzione di una mappa dura in genere da 6 a 12 mesi. Questo perché spesso le aree sono estese, perché la disponibilità dei cittadini è limitata dal lavoro o dagli impegni personali, perché occorre concedere tempo all’elaborazione delle idee condivise emerse o perché possono presentarsi contrattempi durante le fasi di lavoro.
I tempi lunghi agevolano l’emergere di modalità di pensiero anticonvenzionali ma hanno il rischio di annoiare e diminuire la partecipazione. Per questo gli amministratori del progetto spesso organizzano il lavoro per gruppi di interesse. 
Secondo Beatrice Borghi una delle fasi più importanti della progettazione di una mappa è quello dell'approfondimento delle conoscenze emerse relative al proprio territorio.
Le modalità esplorative, indirizzate ad individuare le caratteristiche del patrimonio locale, sono di regola distinte da quelle di ricerca, indirizzate all’individuazione delle informazioni sulle specifiche tematiche. 
Il sociologo Davide Bazzini propone come modalità esplorativa passeggiare senza meta alla scoperta dei luoghi e delle comunità. Al termine, si sarà individuato ciò sul quale lavorare nella fase di ricerca e tutti coloro che desidereranno partecipare potranno utilizzare questionari e interviste da rivolgere ai residenti o a coloro frequentano il luogo analizzato.

## Funzioni delle mappe
La mappa di comunità svolge la sua principale funzione di orientamento nei confronti:
- della popolazione stessa, in quanto può essere utilizzata per analizzare il territorio dal punto di vista urbanistico, dello sviluppo agricolo e del turismo
- dei turisti, che grazie alla mappa possono venire a contatto con gli aspetti tipici della cultura locale
- delle generazioni future, che potranno guardare il passato attraverso gli occhi delle comunità che hanno vissuto in quel luogo e hanno creato in un tempo specifico la mappa

## Mappe di comunità in Italia

### Mappa di comunità di Raggiolo
Il progetto della mappa di comunità di Raggiolo, frazione del comune di Ortignano Raggiolo, ha avuto inizio nel 2004; il progetto ha prodotto una delle prime mappe di comunità realizzate in Italia.
Al progetto hanno partecipato circa 15 persone nel periodo invernale con aumento nel periodo estivo, arrivando a formare gruppi di interesse di circa 40 persone.
Tra gli interventi più significativi, realizzati dopo la restituzione della mappa alla comunità, per la salvaguardia del territorio, si possono elencare:
- il recupero del mulino ad acqua
- il ripristino del sistema per la molitura
- il recupero del seccatoio per castagne
- il restauro del ponte dell’Usciolino
- il restauro della Croce monumentale del Pratomagno

La mappa contiene una lista numerata di luoghi, indicati come luoghi della memoria, ai quali sono affiancate una vignetta e una descrizione sintetica per l'identificazione.
Sono inoltre rappresentate architetture caratteristiche come i capanni legati alle attività agricole e pastorali praticate ad alta quota, il ponte dell'Usciolino e i seccatoi per le castagne.
La mappa include anche una legenda contenente i simboli presenti rappresentanti i seccatoi, i capanni, i ponti, i tabernacoli, i lavatoi, i mulini, i cavalletti di partenza e i punti di arrivo delle teleferiche, utilizzate fino alla seconda guerra mondiale per il trasporto del legname impiegato nell'estrazione del tannino.
La mappa delinea caratteri orientati al passato e alle tradizioni, per la grande partecipazione di persone anziane.

### Mappa di comunità di Campotto
Il progetto della mappa di comunità di Campotto, frazione del comune di Argenta, ha avuto inizio nel gennaio 2008 e si è concluso nel gennaio 2011.
La comunità ha rivolto l'attenzione prevalentemente alla raccolta di foto che testimoniano la memoria del paese, alla gastronomia tipica basata sull'utilizzo delle specie ittiche d'acqua dolce, delle essenze botaniche e dei frutti spontanei della valle, alla toponomastica e alla cartografia, ai modi di fare, alle canzoni e alle filastrocche della tradizione.
Da ciò il risultato composto dai principali elementi identitari: la pesca, la caccia, il lavoro in valle e le mondine, il lavoro nei campi e le attività commerciali, le attività sportive, le feste, i gruppi di persone e i paesaggi.
La mappa è suddivisa in quartieri, ciascuno rappresentato dal nome in dialetto, separati da canali e torrenti. Per ogni quartiere sono descritti i monumenti presenti, spesso associati a fotografie storiche del passato.
Grazie alla realizzazione della mappa di comunità, il Comune di Argenta ha concesso il permesso al Consorzio di Bonifica Renana di realizzare presso l'edificio rurale "la Tabaccaia" un centro per la didattica ambientale dedicato alle produzioni tipiche e in particolare al pesce della zona, il luccio, quasi estinto.
La pubblicazione della mappa ha incontrato il favore dei residenti e il lavoro è continuato con la creazione di una mostra, "Campotto si racconta", nel settembre 2011.

### Mappa di comunità di Acquarica di Lecce
Il progetto della mappa di comunità di Acquarica di Lecce, frazione del comune di Vernole, ha avuto inizio nel novembre del 2007 ed è durato circa un anno.
La realizzazione della mappa, svolta con la collaborazione del Laboratorio ecomuseale dei paesaggi di pietra, ha visto la partecipazione di una decina di residenti.
Il percorso, suddiviso in incontri, ha fatto emergere, tramite interviste individuali, le priorità di ognuno in materia di salvaguardia del territorio.
Tra dicembre 2007 e febbraio 2008, i residenti hanno cercato di definire i caratteri tipici da rappresentare nella mappa. Il risultato evidenzia come la percezione del territorio andasse oltre i confini geografici effettivi e la mappa ha preso la forma di una donna senza volto vestita di uliveti, paludi, scogliere e centri urbani identificati da diverse tonalità di tempera verde, marrone e gialla.
L’abito della donna è “ricamato” di rosso e bianco che rappresentano rispettivamente strade e muretti a secco dividendo il territorio in sezioni irregolari in cui sono stati inseriti i testi: sul lato sinistro i contenuti relativi alla storia agricola ed economica, sul lato destro testi che illustrano la percezione del territorio da parte degli abitanti, in prossimità della testa e degli arti i contenuti sulla storia e le tradizioni locali.
Accanto ai testi sono presenti illustrazioni rappresentanti momenti di vita quotidiana di Acquarica ed elementi identificativi, positivi o negativi, delle zone circostanti.

## Differenze tra Parish Maps e mappe di comunità
Le differenze principali tra le Parish Maps britanniche e le mappe di comunità italiane riguardano tre aspetti:
- lo scopo dello strumento
- le tecniche di rappresentazione
- le modalità di redazione

### Scopo dello strumento
L’intento di realizzazione delle Parish Maps è quello di mettere la comunità in grado di salvaguardare le differenti forme che il patrimonio naturale e culturale assume a seconda della zona geografica.
Per tutelare il patrimonio culturale e naturale di un luogo è necessario conoscerlo sulla base delle caratteristiche identitarie.
Per quanto riguarda le mappe di comunità italiane, essendo gli ecomusei istituzioni locali ben definite, la realizzazione di una mappa ha come scopo l’organizzazione del lavoro sulla base di un progetto futuro. 
Ciò richiede un percorso rigido e oggettivo. In questo modo la rappresentazione si colloca in un livello intermedio tra la produzione artistica (tipica delle Parish Maps britanniche) e un’analisi territoriale in chiave tecnica.

### Tecniche di rappresentazione
Nel caso delle Parish Maps le tecniche utilizzate per la rappresentazione delle mappe sono molteplici.
Le rappresentazioni riportano, solitamente, l’area del territorio senza far uso di documenti cartografici digitali veri e propri. La base della Parish Maps può essere una prospettiva aerea, una pianta fuori scala o semplicemente un disegno indicativo in cui vengono inseriti elementi che secondo la popolazione costituiscono l’identità del luogo.
Esistono realizzazioni più artistiche in cui vengono utilizzate tecniche più astratte quali collage, dipinti e ricami. Questa modalità creativa favorisce una maggiore partecipazione dei cittadini.
Nelle mappe di comunità italiane grafici digitali e cartografie vere e proprie comprensibili a tutti sono essenziali all'interno della fase di realizzazione. Quasi tutte le mappe di comunità italiane sono costituite da una cartografia funzionale sottostante e dai vari elementi caratteristici accostati al di sopra.

### Modalità di redazione
Nelle Parish Maps britanniche tutti i protagonisti della redazione sono persone comuni che disegnano per piacere personale e che conoscono i dettagli, la vita quotidiana e gli aspetti principali del luogo in questione.
Nelle Mappe di comunità italiane, invece, la comunità locale è generalmente affiancata nella redazione da esperti e tecnici quali cartografi e paesaggisti. Il risultato è un documento interdisciplinare utile alla pubblica amministrazione ma discostato dagli scopi originari delle Parish Maps.